# Idu na vi!

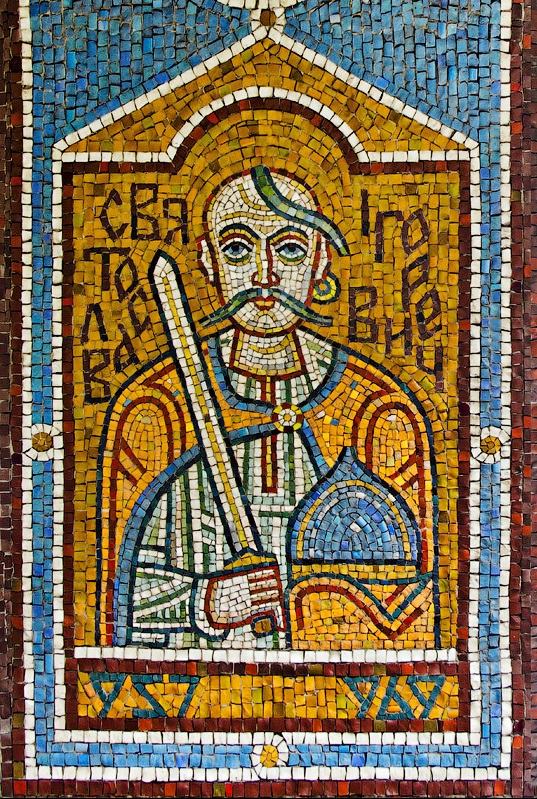
Príncipe Sviatoslav Ígorevich.

«¡Voy por ti!» (en ucraniano: Іду на ви!, romanizado: Idu na vi!) — la legendaria frase de Sviatoslav Ígorevich para firmar la proclamación de guerra contra sus oponentes — es una frase utilizada como ultimátum sobre la declaración de guerra. La primera mención escrita a la frase en boca del príncipe Sviatoslav I aparece en la Crónica de Néstor, fechada en el año 964 según el calendario eslavo antiguo .

## Historia

El emblema de las SSO de las Fuerzas Armadas de Ucrania.

A pesar de la proclamación del Gran Príncipe de 945, la Rus de Kiev estaba gobernada por la princesa Olga, la madre de Sviatoslav y regente del estado. En 964, «una vez que el príncipe Sviatoslav creció y maduró», comenzó campañas militares, la primera de las cuales fue la campaña contra los jázaros, también llamada «campaña oriental»:
| Ucraniano: І, на жару запікаючи, їв. І шатра не мав, а пітник стелив, А сідло в головах. І всі вої його такими були. І посилав у інші землі, кажучи: «Хочу на ви іти». І пішов на Оку-ріку, і на Волгу. І натрапив на в’ятичів, і питає їх: «Кому дань даєте?» Вони ж відповіли: «Хозарам — по шелягу від рала даємо». В літо 965 Пішов Святослав на хозар. І зійшлися у битві. І була битва між ними, переміг Святослав хозарів, І город їхній Білу Вежу взяв. І ясів переміг, і касогів, І до Києва повернувся. | Traducción: Y, cociéndose al calor, comió. Y él no tenía una tienda de campaña, sino una cabaña de sudor Y en su cabeza está la montura. Y todos sus aullidos eran así. Y envió a otras tierras, diciendo: «Quiero ir allá». Y se fue al río Oka y al Volga. Y se encontró con Viatichi y les preguntó: «¿A quién rendís homenaje?» Respondieron: «Les damos a los jázaros, una cosecha del ral». En el verano de 965 Sviatoslav fue a Jazaria. Y se encontraron en la batalla. Y hubo una batalla entre ellos, Sviatoslav derrotó a los jázaros, Y su ciudad, la Torre Blanca, tomó. Y ganó Yasov, y Kasog, Y volvió a Kiev. |

## En la cultura popular
- Durante la época de la Independencia ucraniana se llevó a cabo un torneo de artes marciales de contacto del mismo nombre.
- La frase está dedicada a la canción del grupo «Czur» del álbum «Disaster», el álbum «Dub Buk» del mismo nombre y el miniálbum Aparthate.
- «Idu na vi!» es el lema de las SSO de las Fuerzas Armadas de Ucrania.[3]